# Rakiuraperla
Rakiuraperla is een geslacht van steenvliegen uit de familie Gripopterygidae. De wetenschappelijke naam van het geslacht is voor het eerst geldig gepubliceerd in 1977 door McLellan.

## Soorten
Rakiuraperla omvat de volgende soorten:
- Rakiuraperla nudipes McLellan, 1977